# Samuel Friedrich Osterrieth

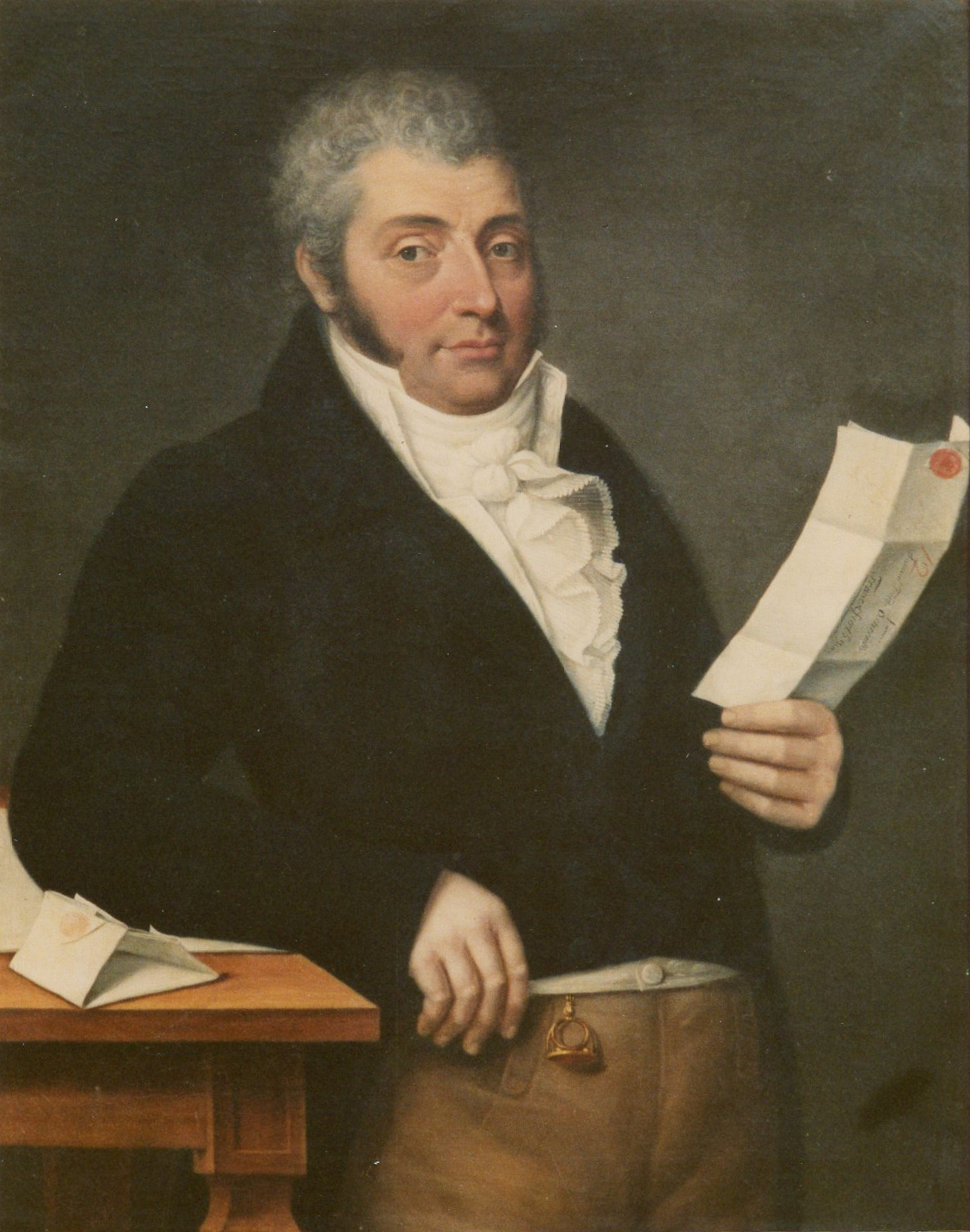
Samuel Friedrich Osterrieth

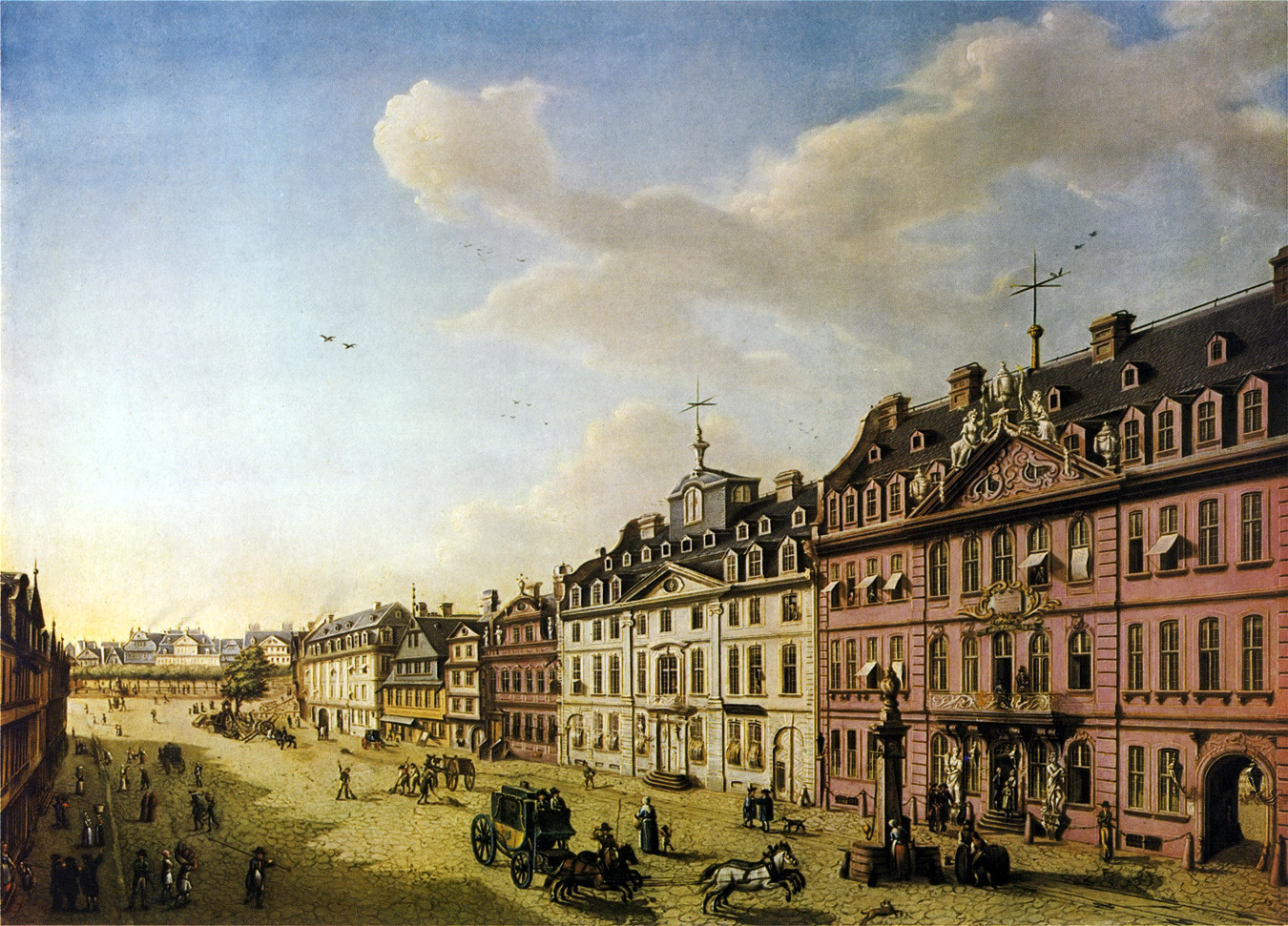
Das rote Haus auf der Zeil (erstes Haus rechts)

Samuel Friedrich Osterrieth (* 29. Dezember 1763 in Straßburg; † 23. Mai 1821 in Frankfurt am Main) war ein deutscher Kaufmann und Senior der Handelskammer Frankfurt.

## Leben
Osterrieth war der älteste Sohn des Straßburger Bauunternehmers, Münsterwerkmeisters und Architekten Johann Friedrich Osterrieth (1732–1775). Er verließ Straßburg in der Revolutionszeit und zog nach Frankfurt am Main. Dort heiratete er am 25. September 1791 Johanna Dick (* 2. Dezember 1764 in Frankfurt; † 15. Januar 1799 ebenda), die Tochter des bedeutendsten Gastwirts der Stadt. Der Schwiegervater war Eigentümer des Hotels „Rotes Haus“ auf der Zeil (später wurde auf dem Grundstück das Hauptpostamt erbaut). Samuel Friedrich Osterrieth war Kaufmann und betrieb Großhandel mit Rauchwaren sowie mit elsässischen Weinen. Er erwarb zusätzlich noch das Nachbarhaus auf der Zeil. Nach dem Tod der ersten Frau heiratete er am 3. November 1799 in Offenbach am Main Elise Osterrieth geborene D’Orville (* 7. Mai 1772 in Offenbach; † 9. September 1842 in Frankfurt). Sein ältester Sohn aus erster Ehe Johann Adam Hernann Osterrieth (1792–1868) führte das Handelsgeschäft fort. Weitere Kinder aus erster Ehe waren die Tochter Marie Elisabeth (Lilli) (1795–1865) und der Sohn Carl Friedrich (1796–1841). Sein Sohn aus zweiter Ehe August Osterrieth wurde Druckereibesitzer, Verleger und Politiker. Weitere Kinder aus zweiter Ehe waren die Töchter Jenny (1800–1870) und Marie Elisabeth Johanna Carolina (1802–1858) und der Sohn Georg (1809–1882).
1808 wurde die Handelskammer Frankfurt gegründet. Osterrieth wurde Mitglied der Kammer und stand ihr 1819 bis zu seinem Tod 1821 als Senior vor.
1801–1819 war er Mitglied des 51er-Kollegs bzw. der Ständigen Bürgerrepräsentation der Freien Stadt Frankfurt.